# Plata ta tá
«Plata ta tá»  es una canción de protesta de la cantante chilena Mon Laferte y el cantante puertorriqueño Guaynaa escrita como una respuesta a la represión del gobierno en las protestas en Chile del año 2019. Se lanzó el 15 de noviembre de 2019 a través de Universal Music Group como un sencillo individual. La canción fue escrita por Laferte y Guaynaa, y fue producida por Manu Jalil. Se lanzó un vídeo musical el 5 de diciembre de 2019, con Guaynaa y la actriz mexicana Yalitza Aparicio.

## Antecedentes
Mon Laferte anunció el lanzamiento de «Plata ta tá» el 14 de noviembre de 2019, el mismo día en que se celebraron los Latin Grammy Awards en donde Mon consiguió su segundo Grammy gracias a su álbum Norma en la categoría Grammy Latino al Mejor Álbum de Música Alternativa. Iniciada la alfombra roja Laferte se descubrió el pecho con la frase "En Chile torturan, violan y matan" en respuesta a la represión de los manifestantes chilenos por parte del gobierno.
La revista estadounidense Rolling Stone  dijo que el título de la canción, «Plata ta tá», "es un juego con los sonidos de un cacerolazo, o un estilo latinoamericano de protesta en el que la gente golpea ollas y sartenes”, llamando a la canción un "perreo combativo".
La portada del sencillo muestra a Laferte en topless, vistiendo solamente un pañuelo (similar a su topless en los premios Grammy) con el hashtag #AbortoLegalYa, apoyando al movimiento feminista.

## Composición y letra
«Plata ta tá» es una canción escrita e interpretada por Mon Laferte y Guaynaa, siendo descrita como una canción de reguetón. La pista se ejecuta a 95 BPM y está en una escala de E menor. Tiene una duración de cuatro minutos y quince segundos.
La canción trata sobre "la enorme desigualdad en la distribución de la riqueza en América Latina y la pobreza de las clases medias y bajas". En las líneas "¿Pa 'qué? Si tú me lo quitaste", Laferte se refiere al presidente de Chile Sebastián Piñera. Las letras también contienen referencias al pueblo Mapuche, al movimiento feminista, a la canción La tortura de Shakira y al presidente de los Estados Unidos Donald Trump.

## Vídeo musical
El vídeo musical de «Plata ta tá» se estrenó el 5 de diciembre de 2019, fue grabado en Pachuca,  Hidalgo, México, y dirigido por The Broducers. El clip muestra a Mon Laferte, Guaynaa y la actriz mexicana Yalitza Aparicio caminando por las calles del Macromural de Pachuca, vistiendo ropas coloridas y bailando al ritmo del reguetón.

## Posicionamiento en listas
| Listas (2019)                   | Mejor posición |
| Semanales                       | Semanales      |
| ------------------------------- | -------------- |
| Chile (Monitor Latino Nacional) | 1              |
| México (Monitor Latino Pop)     | 16             |
| Ecuador (National Report)       | 91             |
| Anuales                         |                |
| Chile (Monitor Latino General)  | 39             |

## Certificaciones
| País (organismo certificador) | Certificación | Unidades certificadas |
| ----------------------------- | ------------- | --------------------- |
| México (AMPROFON)             | Oro           | 30 000                |

## Créditos
Voz
- Mon Laferte - voz principal
- Guaynaa - voz principal

Músicos
- Rulo -  percusión,  bajo
- Manu Jalil - percusión, arreglos, vocales, sintetizador
- Sebastián Aracena - charango
- Pachi Gutiérrez - percusión
- Omar Rafla - clarinete, saxofón
- Ignacio Sánchez "El Mulu" - arreglos vocales

Producción
- Manu Jalil - producción,  grabación,  programación
- Pepe Navarro -  masterización,  mezcla
- Herman Araujo - grabación